# Печінкові проби
Печінкові проби (також відомі як печінкова панель[джерело?]) — група аналізів крові, які надають інформацію про стан печінки обстежуваного. Ці аналізи включають протромбіновий час (ПЧ/МНЧ), активований частковий тромбопластиновий час (АЧТЧ), альбумін, білірубін (прямий та непрямий) та інші. Печінкові амінотрансферази аспартатамінотрансфераза (АСТ) та аланінамінотрансфераза (АЛТ) є чіткими біомаркерами ураження печінки у пацієнта з певним ступенем збереженої функції печінки.
Більшість захворювань печінки спочатку мають лише легкі симптоми, але їх необхідно виявляти на ранній стадії. Ураження печінки при деяких захворюваннях може мати вирішальне значення. Ці аналізи проводяглютамілться на зразку крові пацієнта. Деякі аналізи пов'язані з порушенням функцій (наприклад, альбумін), деякі з клітинною цілісністю (наприклад, амінотрансферази), а деякі — зі станами, пов'язаними з жовчовивідними шляхами (гамма-транспептидаза та лужна фосфатаза). Оскільки деякі з цих аналізів не відображають функцію, точніше назвати їх печінковими біохімічними аналізами або печінковими пробами, а не тестами функції печінки.
Печінкові проби можуть допомогти розрізнити різні види захворювань печінки, оцінити ступінь ураження печінки та контролювати реакцію на лікування. Деякі або всі ці аналізи також досліджуються (зазвичай приблизно двічі на рік у звичайних випадках) у осіб, які приймають певні гепатотоксичні ліки, такі як протисудомні засоби, щоб переконатися, що вони не пошкоджують печінку людини.

## Стандартна печінкова панель
Стандартні печінкові проби для оцінки пошкодження печінки включають аланінамінотрансферазу (АЛТ), аспартатамінотрансферазу (АСТ) та лужну фосфатазу (ЛФ). Білірубін може бути використаний для оцінки цитолізу та екскреторної функції печінки, а коагуляційні проби та альбумін можуть бути використані для оцінки метаболічної активності печінки.
РеферентнІ діапазони змінюються залежно від методу дослідження, що використовується в лабораторії, яка проводить дослідження, а також від віку, статі, етнічної приналежності та потенційно непов'язаних факторів здоров'я. Індивідуальні результати завжди слід інтерпретувати, використовуючи референтний діапазон, наданий лабораторією, яка проводила тест.

### Загальний білірубін
| Параметри/одиниці вимірювання | Загальний білірубін | Некон'югований (непрямий, англ. undirect) білірубін | Кон'югований (прямий, англ. direct) білірубін |
| ----------------------------- | ------------------- | --------------------------------------------------- | --------------------------------------------- |
| мг/дл                         | 0,1–1,0             | 0,2–0,7                                             | 0,1–0,4                                       |
| мкмоль/л                      | 2.0–21              | < 12                                                | < 8                                           |

Вимірювання загального білірубіну включає як некон'югований (непрямий), так і кон'югований (прямий) білірубін. Некон'югований білірубін є продуктом розпаду гему (частини гемоглобіну в еритроцитах). Печінка відповідає за очищення крові від некон'югованого білірубіну шляхом його «кон'югації» (модифікації, щоб зробити його водорозчинним) за допомогою ферменту УДФ-глюкуроніл-трансфераза. Коли загальний рівень білірубіну перевищує 17 мкмоль/л, що може часто свідчити про захворювання печінки, хоча може бути спричинене й позапечінкоаими причинами. Коли загальний рівень білірубіну перевищує 40 мкмоль/л, відкладення білірубіну на склері, шкірі та слизових оболонках надає цим ділянкам жовтого кольору, тому це характеризує синдром жовтяниці.
Збільшення переважно некон'югованого (непрямого) білірубіну зумовлене його надмірним виробленням, зниженим поглинанням печінкою некон'югованого білірубіну та зниженою кон'югацією білірубіну. Надмірне вироблення може бути пов'язане з розсмоктування великої гематоми, неефективним еритропоезом, що призводить до посиленого руйнування еритроцитів. При синдромі Жильбера та синдромі Кріглера-Найяра пацієнти мають дефекти ферменту УДФ-глюкуроніл-трансферази, які впливають на кон'югацію білірубіну.
Ступінь підвищення рівня кон'югованого (прямого) білірубіну прямо пропорційний ступеню пошкодження гепатоцитів. Вірусні гепатити також спричинюють підвищення рівня кон'югованого білірубіну. При паренхіматозних захворюваннях печінки та неповній позапечінковій обструкції підвищення рівня кон'югованого білірубіну менше, ніж при повній обструкції загальної жовчної протоки через різні причини. При синдромі Дубіна-Джонсона мутація в білку множинної лікарської резистентності 2 (MRP2) спричинює підвищення рівня кон'югованого білірубіну.
При гострому апендициті загальний білірубін може підвищитися з 20,52 мкмоль/л до вищих значень. У вагітних жінок загальний рівень білірубіну низький у всіх трьох триместрах.
Вимірювання рівня білірубіну у новонароджених проводиться за допомогою біліметра або транскутанного білірубінометра замість проведення печінкових проб. Коли загальний рівень білірубіну в сироватці крові протягом першого тижня життя у дітей з високим ризиком перевищує 95-й процентиль для відповідного віку, це називається гіпербілірубінемією новонароджених (неонатальна жовтяниця) і вимагає фототерапії для зменшення кількості білірубіну в крові. Патологічну жовтяницю у новонароджених слід підозрювати, коли рівень білірубіну в сироватці крові підвищується більш ніж на 5 мг/дл на добу, білірубін у сироватці крові вище фізіологічного діапазону, клінічна жовтяниця триває більше 2 тижнів та присутній кон'югований (прямий) білірубін, що підтверджується появою сечі темного забарвлення. Гемоліз є найпоширенішою причиною патологічної жовтяниці. Діти з конфліктом за резус-фактором, несумісністю за системою AB0 з матір'ю, дефіцитом глюкозо-6-фосфатдегідрогенази (Г-6-ФД) та незначною несумісністю за групою крові мають підвищений ризик розвитку гемолітичної жовтяниці.

### Аланінамінотрансфераза (АЛТ)
| Референтний інтервал |
| 7-56 МО/л            |

Окрім того, що АЛТ міститься у високих концентраціях у печінці, вона також міститься у нижчій концентрації в нирках, серці та м'язах. Цей фермент каталізує реакцію переамінування та існує лише в цитоплазматичній формі. Будь-яке ураження печінки може спричинити підвищення р
активності АЛТ. Підвищення до 300 МО/л не є специфічним для печінки, а іноді може бути пов'язане з пошкодженням інших органів, таких як нирки або м'язи.
Коли активність АЛТ підвищується до понад 500 МО/л, причини зазвичай пов'язані з ураженням печінки. Це може бути спричинено гепатитом, ішемічним ураженням печінки та токсинами, які спричинюють пошкодження печінки. Стійке підвищення активності АЛТ більше 6 місяців характеризує хронічний гепатит. Алкогольна хвороба печінки, неалкогольна жирова хвороба печінки (НАЖХП), накопичення жиру в печінці під час дитячого ожиріння, стеатогепатит (запалення при жировій хворобі печінки) теж перебігають з підвищеною активністю АЛТ. Підвищення її активності також пов'язане зі зниженням відповіді на інсулін, зниженням толерантності до глюкози та підвищенням рівня вільних жирних кислот і тригліцеридів. Синдром світлої печінки (світла печінка на УЗД свідчить про жирову дистрофію печінки) з підвищеною активністю АЛТ свідчить про метаболічний синдром.
Під час вагітності активність АЛТ підвищується протягом другого триместру. В одному з досліджень виміряна активність АЛТ при станах, пов'язаних з вагітністю, таких як блювання вагітних, становили 103,5 МО/л, прееклампсія — 115, а синдром HELLP — 149. Активність АЛТ знижується більш ніж на 50 % протягом трьох днів після пологів. Інше дослідження також показує, що споживання кофеїну може знизити ризик підвищення активності АЛТ у тих, хто вживає алкоголь, людей із зайвою вагою, порушеним метаболізмом глюкози та вірусними гепатитами.

### Аспартатамінотрансфераза (АСТ)
| Референтний інтервал |
| 0-35 МО/л            |

АСТ існує у двох ізоферментах, а саме мітохондріальній та цитоплазматичній формах. Найбільша її концентрація міститься в печінці, далі йдуть серце, м'язи, нирки, мозок, підшлункова залоза та легені. Такий широкий спектр органів, які містять АСТ, робить його відносно менш специфічним показником пошкодження печінки порівняно з АЛТ. Підвищення активності мітохондріальної АСТ у крові є вагомим свідченням некрозу тканин при інфаркті міокарда та хронічних захворюваннях печінки. Більше 80 % активності АСТ у печінці забезпечується мітохондріальною формою, тоді як циркулююча в крові АСТ забезпечується цитоплазматичною формою. Активність АСТ особливо помітна підвищена у людей з цирозом печінки. АСТ може вивільнятися з різних інших тканин, і якщо підвищення активності АСТ менш ніж у два рази перевищує нормальну, подальше обстеження не потрібне, якщо пацієнту планується операція.
При певних станах, пов'язаних із вагітністю, таких як блювання вагітних, прееклампсія, HELLP-синдром активність АСТ може збільшуватися.

### Співвідношення АСТ/АЛТ
Співвідношення АСТ/АЛТ збільшується при порушеннях функції печінки. При алкогольній хворобі печінки середнє співвідношення становить близько 1,45, а при постнекротичному цирозі печінки — 1,33. Співвідношення перевищує в середньому 1,17 при вірусному цирозі, перевищує близько 2,0 при алкогольному гепатиті та 0,9 при неалкогольному гепатиті. Співвідношення перевищує близько 4,5 при хворобі Вільсона або гіпертиреозі.

### Лужна фосфатаза (ЛФ)
| Референтний інтервал |
| від 41 до 133 МО/л   |

Лужна фосфатаза (ЛФ) — це фермент, що міститься у клітинах, які вистилають жовчні протоки печінки. ЛФ є також у клітинах слизової оболонки епітелію тонкої кишки, проксимальних звивистих канальцях нирок, кістках, печінці та плаценті. ЛФ відіграє важливу роль у транспорті ліпідів у тонкій кишці та кальцифікації кісток. 50 % усієї активності ЛФ у сироватці крові забезпечується кістковою тканиною.
Гострий вірусний гепатит зазвичай перебігає з нормальною або нещначно підвищеною активністю ЛФ. Наприклад, при гепатиті А активність ЛФ може іноді підвищитися через холестаз (порушення утворення жовчі або обструкція відтоку жовчі) і тоді зрідка спостерігається тривалий свербіж, що частіше буває при гепатиті B. Інші причини включають: інфекційний мононуклеоз, інфільтративні захворювання печінки, гранулематозне захворювання печінки, абсцес, амілоїдоз печінки та захворювання периферичних артерій. Незначне підвищення активності ЛФ може спостерігатися при цирозі печінки, гепатиті та застійній серцевій недостатності.
Транзиторна гіперфосфатемія — це доброякісний стан у немовлят, який може досягти нормального рівня через 4 місяці. На противагу цьому, низька активність ЛФ виявляється при гіпотиреозі, перніціозній анемії, дефіциті цинку та гіпофосфатазії.
Активність ЛФ значно підвищується у третьому триместрі вагітності. Це пов'язано зі збільшенням її синтезу в плаценті, а також зі збільшенням синтезу в печінці, спричинених великою кількістю естрогенів. Активність ЛФ у третьому триместрі може бути вдвічі вищою, ніж у невагітних жінок. Як наслідок, активність ЛФ не є надійним маркером функції печінки у вагітних. На відміну від ЛФ, активність АЛТ, АСТ, ГГТП та лактатдегідрогенази лише незначно змінюється або майже не змінюється під час вагітності. Рівень білірубіну значно знижується під час вагітності.
При таких станах вагітності, як блювання вагітних, прееклампсії, HELLP-синдромі активність ЛФ може підвищуватися до різних значень.

### Гамма-глутамілтранспептидаза (ГГТП)
| Референтний інтервал |
| від 9 до 85 МО/л     |

ГГТП — це мікросомальний фермент, який міститься в гепатоцитах, епітеліальних клітинах жовчних шляхів, ниркових канальцях, підшлунковій залозі та кишці. Він допомагає в метаболізмі глутатіону, транспортуючи пептиди через клітинну мембрану. Як і у випадку з ЛФ, активність ГГТП зазвичай підвищена за наявності холестазу.
При гострому вірусному гепатиті A і B активність ГГТП може підвищитися на 2-му та 3-му тижні хвороби та залишатися підвищеною протягом 6 тижнів хвороби. Активність ГГТП також підвищена у 30 % пацієнтів з гепатитом С. Її активність може зрости в 10 разів при алкогольному ураженні печінки. У 50 % пацієнтів з неалкогольною хворобою печінки активність ГГТП може зрости у 2-3 рази. Коли активність ГГТП підвищена, рівень тригліцеридів також збільшується. При лікуванні інсуліном активність ГГТП може знизитися. Іншими причинами підвищеної активності ГГТП є: цукровий діабет, гострий панкреатит, інфаркт міокарда, нервова анорексія, Синдром Гієна — Барре, гіпертиреоз, ожиріння та міотонічна дистрофія.
При вагітності активність ГГТП знижується у 2-му та 3-му триместрах. При блюванні вагітних, прееклампсії, HELPP-синдромі підаищення активності ГГТП відбувається по-різному.
| Референтний інтервал |
| від 3,5 до 5,3 г/дл  |

### Альбумін
Альбумін — це білок, який виробляється печінкою, і його рівень можна легко та дешево виміряти. Це основний компонент загального білка (інші компоненти — це переважно глобуліни). Рівень альбуміну знижений при хронічних захворюваннях печінки, таких як цироз. Він також знижений при нефротичному синдромі, коли втрачається із сечею. Наслідком низького рівня альбуміну можуть бути набряки, оскільки внутрішньосудинний онкотичний тиск стає нижчим, ніж у позасудинному просторі. Альтернативою вимірюванню альбуміну є преальбумін, який краще виявляє гострі зміни (період напіврозпаду альбуміну та преальбуміну становить приблизно 2 тижні та приблизно 2 дні відповідно).

## Інші аналізи
Крім печінкової панелі потрібні інші аналізи, щоб виключити конкретні причини ураження.

### 5'-нуклеотидаза
| Рефрентний діапазон |
| від 0 до 15 МО/л    |

5'-нуклеотидаза (5NT) — це фермент, глікопротеїн, який знаходиться по всьому організму, в цитоплазматичній мембрані, каталізуючи перетворення нуклеозид-5-фосфату на неорганічні фосфати. Її активність підвищується при таких станах, як обструктивна (холестатична) жовтяниця, паренхіматозні захворювання печінки, метастази карциноми в печінку та деякі захворювання кісток.
Активність 5NT у сироватці крові зростає протягом 2-го та 3-го триместрів вагітності.

### Церулоплазмін
| Рефрентний діапазон |
| 200–600 мг/л        |

Церулоплазмін — це білок гострої фази, який синтезується в печінці. Він є носієм іона міді. Його рівень підвищується при деяких інфекційних хворобах, ревматоїдному артриті, вагітності, деяких захворюваннях печінки та обструктивній жовтяниці. При хворобі Вільсона рівень церулоплазміну знижений, що призводить до накопичення міді в тканинах організму.

### Альфа-фетопротеїн
| Референтний діапазон |
| 0-15 мкг/л           |

Альфа-фетопротеїн (АФП) експресується в печінці плода. Однак механізм, який призводить до пригнічення синтезу АФП у дорослих, до кінця не відомий. Вплив на печінку агентів, які спричинюють рак, та затримка дозрівання печінки в дитинстві може призвести до підвищення рівня АФП. Він може досягати 400—500 мкг/л при гепатоцелюлярній карциномі. Концентрація АФП понад 400 мкг/л пов'язана зі збільшенням розміру пухлини, ураженням обох часток печінки, інвазією ворітної вени та нижчим середнім рівнем виживаності.

### Коагуляційні тести
Печінка відповідає за продукцію переважної більшості факторів згортання крові. У пацієнтів із захворюваннями печінки показник міжнародне нормалізоване співвідношення (МНС) може бути використане як маркер синтетичної функції печінки, оскільки він містить фактор VII, який має найкоротший період напіврозпаду (2–6 годин) серед усіх факторів згортання крові, виміряних за МНС. Однак підвищений рівень МНС у пацієнтів із захворюваннями печінки не обов'язково означає, що пацієнт має схильність до кровотеч, оскільки МНС вимірює лише прокоагулянти, а не антикоагулянти. При захворюваннях печінки синтез обох речовин знижений, і у деяких пацієнтів навіть виявляється гіперкоагуляція (підвищена схильність до згортання крові), незважаючи на підвищений рівень МНС. У пацієнтів із захворюваннями печінки коагуляцію краще визначити за допомогою сучасніших тестів, таких як тромбоеластограма (ТЕГ) або тромбоеластрометрія (TEM).
Протромбіновий час (ПЧ) та похідні від нього показники протромбінового співвідношення (ПС) та МНС є показниками зовнішнього шляху зсідання крові. Цей тест також називається «ProTime INR» та «INR PT». Їх використовують для визначення схильності крові до зсідання, підбору дозування варфарину, ураження печінки та рівня вітаміну К.

### Глюкоза сироватки крові
Визначення глюкози в сироватці крові свідчить про здатність печінки виробляти глюкозу (глюконеогенез), зазвичай це остання функція, яка втрачається при фульмінантній печінковій недостатності.

### Лактатдегідрогеназа
Лактатдегідрогеназа (ЛДГ) є ферментом, який міститься в багатьох тканинах організму, включаючи печінку. Підвищена активність ЛДГ може свідчити про ураження печінки. Ізотип ЛДГ-1 (або серцевий) використовується для оцінки пошкодження серцевої тканини, хоча перевагу надають тестам на тропонін та креатинкіназу.